# Bagis
Bagis (altgriechisch Βάγις), auch Bageis (Βάγεις) war eine antike Stadt in der kleinasiatischen Landschaft Lydien beim heutigen Güre im Westen der Türkei.
In der römischen Kaiserzeit prägte Bagis eigene Münzen. In der Spätantike und in byzantinischer Zeit war es Sitz eines Bischofs. Auf das Bistum geht das Titularbistum Titularbistum Bagis der römisch-katholischen Kirche zurück.